# Adventures from the Book of Virtues
Adventures from the Book of Virtues série télévisée américaine d'animation.

## Distribution
- Pamela Adlon (saisons 1-2),  Andrew Francis (saison 3) : Zach Nichols
- Kath Soucie (saisons 1-2), Adrienne Carter (saison 3) : Annie Redfeather
- Kevin Michael Richardson (saisons 1-2), Christopher Judge (saison 3) : Platon, le bison
- Kath Soucie (saisons 1-2), Gillian Barber (saison 3) : Aurore, la buse à queue rousse
- Jim Cummings (saisons 1-2), Lee Tockar (saison 3) : Aristote, le chien de prairie
- Frank Welker (saisons 1-2), Michael Donovan (saison 3) : Socrate, le lynx roux

## Épisodes

### Première saison (1996-1997)
1. Le Travail (Work)
2. L'Honnêteté (Honesty)
3. La Responsabilité (Responsibility)
4. La Compassion (Compassion)
5. Le Courage (Courage)
6. La Volonté (Self-Discipline)
7. L'Amitié (Friendship)
8. La Loyauté (Loyalty)
9. Le Respect (Respect)
10. La Foi (Faith)
11. L'Humilité (Humility)
12. La Générosité (Generosity)
13. La Persévérance (Perseverance)

### Deuxième saison (1998)
1. La Fiabilité (Trustworthiness)
2. La Détermination (Determination)
3. L'Intégrité (Integrity)
4. La Gratitude (Gratitude)
5. L'Altruisme (Selflessness)
6. L'Honneur (Honor)
7. La Patience (Patience)
8. La Charité (Charity)
9. L'Autorité (Leadership)
10. La Citoyenneté (Citizenship)
11. La Diligence (Diligence)
12. La Modération (Moderation)
13. La Sagesse (Wisdom)

### Troisième saison (2000)
1. Le Courage (Courage)
2. L'Honnêteté (Honesty)
3. Le Travail (Work)
4. La Persévérance (Perseverance)
5. L'Amitié (Friendship)
6. La Volonté (Self-Discipline)
7. La Responsabilité (Responsibility)
8. La Gratitude (Gratitude)
9. La Modération (Moderation)
10. L'Humilité (Humility)
11. L'Intégrité (Integrity)
12. La Compassion : 1re partie (Compassion: Part 1)
13. La Compassion : 2de partie (Compassion: Part 2)